# Ganden Dechenling
| Tibetische Bezeichnung                          |
| ----------------------------------------------- |
| Tibetische Schrift: དགའ་ལྡན་བདེ་ཆེན་གླིང།            |
| Wylie-Transliteration: dga' ldan bde chen gling |
| Andere Schreibweisen: Ganden Dechenling         |
| Chinesische Bezeichnung                         |
| Vereinfacht: 噶丹德钦林                         |
| Pinyin:Gadan Deqinlin                           |

Das Kloster Ganden Dechenling (tibetisch དགའ་ལྡན་བདེ་ཆེན་གླིང། Wylie dga' ldan bde chen gling) war früher ein Kloster der Karma-Kagyü-Schule und ist heute ein Kloster der Gelug-Schule des tibetischen Buddhismus in der Großgemeinde Shengping, dem Hauptort von Dêqên (Dechen, früher: Jol) in Osttibet, im gleichnamigen Autonomen Bezirk der Tibeter im Nordwesten der chinesischen der südwestchinesischen Provinz Yunnan.
Der 5. Samdong Rinpoche Lobsang Tendzin (tib.: zam gdong rin po che; geb. 1939), der ehemalige Premierminister der Tibetischen Exilregierung, der aus Dechen (Dêqên; früher: Jol) stammt, wurde hier als Reinkarnation des 4. Samhong Rinpoche inthronisiert.
Es ist neben den Klöstern Ganden Sumtseling und Ganden Döndrubling eines der bedeutendsten Klöster der Gelug-Schule in dieser Region von Kham der Provinz Yunnan. Das Kloster war ursprünglich ein Kloster der Kagyü-Schule und wurde 1674 eines der Gelug-Schule; vom 5. Dalai Lama erhielt es seinen jetzigen Namen Ganden Dechenling.
Das Kloster wurde ursprünglich 1509 an einem anderen Ort gegründet.
Heute beherbergt es über 25 Mönche.